# Mark Estrella
Mark Jefferson Estrella Torres, noto semplicemente come Mark Estrella (Pucallpa, 1º novembre 1997), è un ex calciatore peruviano, di ruolo centrocampista.

## Caratteristiche tecniche
È un esterno destro.

## Carriera

### Club
Cresciuto nelle giovanili dell'Univ. San Martín, ha esordito in prima squadra il 17 febbraio 2017 disputando l'incontro di Campeonato Descentralizado vinto 2-0 contro l'Academia Cantolao.

### Nazionale
Con la nazionale Under-20 peruviana ha preso parte al Sudamericano Under-20 2017.